# Diapherodes longiscapha
Diapherodes longiscapha är en insektsart som beskrevs av Ludwig Redtenbacher 1908. Diapherodes longiscapha ingår i släktet Diapherodes och familjen Phasmatidae. Inga underarter finns listade i Catalogue of Life.